# Jövevényszavak a török nyelvben
A  jövevényszavak a török nyelvben több forrásból származnak. Az 1932-ben alapított Török Nyelvintézet (Türk Dil Kurumu) kezdte meg a nyelv megreformálását Atatürk reformjainak keretein belül. A reformok során megtisztították a nyelv nagy részét az oszmán-török, perzsa, arab és más nyelvekből származó jövevényszavaktól, és egyszerűsítették a nyelvtant is. A jövevényszavak helyére régi török szavakat ajánlottak, illetve egyes esetekben meglévő török igék tövéből képeztek új szavakat. A helyettesítésként használt szavak nem mindig gyökereztek meg, és a generációk között is vannak különbségek: az idősebbek még gyakran használják a ma már régiesnek ható arab és perzsa jövevényszavakat, míg a fiatalabbak inkább törekszenek a helyettesített török szavak használatára. Az újonnan javasolt kifejezések közül némelyik időközben új jelentésekkel is gazdagodott, így nem mindig lehet őket szinonimaként használni a régi jövevényszavakkal.
A nyelvújítás ellenére sok régi jövevényszó a mai napig is használatos, amellett, hogy időközben újak is érkeznek a nyelvbe, főként franciából és angolból.
A nyelvújításkor sok új szót meglévő török igékből származtattak képzők segítségével. Például, a bat- (lenyugszik, elsüllyed) igetőből alkották meg a batı (nyugat) szót, az ay (hónap) szóból pedig az aylık (fizetés, bér) szót, a gün (nap) alkották meg a günce (napirend) vagy güncellemek (frissíteni, naprakésszé tenni) szavakat.

## Jövevényszavak

### Arab jövevényszavak
| Oszmán-török szó                   | Modern helyesírás szerint | Modern török megfelelője  | Jelentés                                            | Megjegyzés |
| ---------------------------------- | ------------------------- | ------------------------- | --------------------------------------------------- | --- |
| acele *                            | acele                     | ivedi **                  | gyors(an)                                           | Az ivmek (sietni) igéből |
| عضله ˤaḍale                        | adele                     | kas                       | izom                                                | A kasmak (elnyomni) igéből |
| ˤaff etmek*                        | affetmek                  | bağışlamak                | megbocsátani                                        | Mindkét igét használják |
| aile *                             | aile                      | ocak **                   | család                                              | |
| عقد ˤaqd *, مقاوله mukâvele        | akit, mukavele            | sözleşme, anlaşma         | szerződés                                           | |
| aghl *                             | akıl                      | us **                     | bölcsesség                                          | Bár a modern török megfelelőt nem használják, a belőle képzett szavakat (pl. uslu , illedelmes) igen.                                                           |
| عامل ˤâmil                         | amil                      | etken                     | tényező                                             | |
| amme                               | amme                      | kamu                      | köz- (pl. közkincs, középület szavakban), nyilvános | |
| a'nane                             | anane                     | gelenek                   | tradíció                                            | |
| asakir *                           | asker                     | sü **                     | katona                                              | A modern török megfelelőt nem használják, a belőle képzett szavakat (pl. subay, katonatiszt) igen.                                                              |
| asr *                              | asır                      | yüzyıl                    | évszázad                                            | |
| بارز bâriz *                       | bariz                     | kesin, belli              | nyilvánvaló, kézenfekvő, biztos                     | |
| بسيط basîṭ *                       | basit                     | kolay                     | egyszerű                                            | A régi szót használják az egyszerű kifejezésére, míg az újat a könnyű jelentésben                                                                               |
| bazı *                             | bazı                      | kimi                      | némely                                              | |
| beyaz *                            | beyaz                     | ak                        | fehér                                               | Némiképp más szövegkörnyezetben, de mindkettő használatos |
| camîa *                            | camîa                     | topluluk                  | közösség                                            | |
| cebren                             | cebren                    | zorla                     | erőszakkal                                          | |
| celse *                            | celse                     | oturum                    | (kihallgatás, meghallgatás                          | |
| ceninisakıt                        | ceninisakıt               | düşük                     | kudarc                                              | |
| جنوب cenûb                         | cenup                     | güney                     | dél                                                 | |
| ceraat                             | ceraat                    | irin                      | pus                                                 | genny |
| جواب cevâb *                       | cevap                     | yanıt                     | válasz                                              | Mindkettő használatos |
| cihaz *                            | cihaz                     | aygıt                     | eszköz                                              | |
| civarı *                           | civarı                    | dolayları                 | körülbelül                                          | |
| جمله cümle *                       | cümle                     | tümce **                  | mondat                                              | A cümle még mindig elterjedtebb |
| دفعه defˤa *, کره kere *           | defa, kere                | kez                       | -szor (szorzó)                                      | kétszer, tízszer stb. Mindkettő használatos |
| daˤir *                            | dair                      | ilişkin                   | tartozik valamihez, valamire vonatkozó              | |
| daire *                            | daire                     | yuvarlak                  | kör                                                 | |
| define *                           | define                    | gömü                      | kincs                                               | A göm (eltemetni) igéből |
| delil *                            | delil                     | kanıt                     | bizonyíték                                          | |
| دور devr *                         | devir                     | çağ                       | kor, korszak                                        | |
| دوره devre *                       | devre                     | dönem                     | szemeszter, félév                                   | |
| ابعاد ebˤâd *                      | ebat                      | boyut                     | méret                                               | ebˤâd a بعد (buˤd, buut) többesszáma. |
| ابدى ebedî *                       | ebedî                     | sonsuz                    | örökké, örökkévaló, végtelen                        | Szó szerint: „vég-telen” |
| اجداد ecdâd                        | ecdat                     | ata                       | ős(ök)                                              | Szó szerint: „apa” |
| اجل ecel *                         | ecel                      | ölüm                      | halál                                               | |
| edebiyyat *                        | edebiyat                  | yazın                     | irodalom                                            | |
| ehemmiyyet                         | ehemmiyet                 | önem                      | fontosság                                           | |
| elbise *                           | elbise                    | giysi                     | ruha                                                | |
| emr *                              | emir                      | buyruk **                 | utasítás, parancs                                   | |
| امنيت emniyyet *                   | emniyet                   | güvenlik                  | biztonság                                           | A güven (bizalom) szóból |
| اثر eser *                         | eser                      | yapıt                     | mű (főnév)                                          | A yap- (készíteni, csinálni) igéből |
| اسير esîr *                        | esir                      | tutsak                    | túsz                                                | A tut- (tartani) igéből |
| etraf *                            | etraf                     | ortalık                   | környék, környezet                                  | |
| اوراق evrâk *                      | evrak                     | belge                     | dokumentum                                          | |
| اول evvel *                        | evvel                     | önce                      | előtt                                               | az ön (elől lévő) szóból |
| فعال faˤâl *                       | faal                      | etkin                     | aktív                                               | az et- (csinálni) igéből |
| faiz *                             | faiz                      | ürem **, getiri           | kamat                                               | A getiri inkább „hozam, nyereség” jelentésben használatos ma |
| fakir, fukara *                    | fakir                     | yoksul                    | szegény, nincstelen                                 | A yok (nincs) szóból |
| فن fenn *, علم ˤilm *              | fen, ilim                 | bilim                     | tudomány                                            | A bil- (tudni) igéből |
| feyezan                            | feyezan                   | taşkın                    | árvíz                                               | |
| fikr *                             | fikir                     | görüş                     | vélemény                                            | A gör- (látni) igéből |
| فعل fiˤl *                         | fiil                      | eylem                     | ige (nyelvtani)                                     | |
| غرب garb                           | garp                      | batı                      | nyugat                                              | A bat- (lenyugszik, elsüllyed) igéből |
| غير gayr                           | gayri                     | olmayan, başka, dışı      | más, nem-                                           | A gayr-i elöljárószó jelentése „nem-”, például „nem muzulmán”; a gayrimüslim a mai napig is a politikai korrektnek számító kifejezés a nem muzulmán lakosságra. |
| gıda *                             | gıda                      | besin                     | élelmiszer                                          | |
| hadise *                           | hadise                    | olay                      | esemény                                             | az ol- lenni igéből |
| حافظه hâfıza *                     | hafıza                    | bellek                    | memória                                             | főként számítástechnikában használják, pl. önbellek (Cache) |
| hafif *                            | hafif                     | yeğni **                  | könnyű (súly)                                       | A modern török változat ritkán használt |
| حفريات hafriyyât                   | hafriyat                  | kazı                      | ásatás                                              | A kaz- (ásni) igéből |
| حق hakk *                          | hak                       | pay                       | rész                                                | A hak szó más jelentésekben megmaradt a modern törökben |
| حقيقت hakîkat *                    | hakikat                   | gerçek                    | valóság                                             | |
| حاكم hâkim *                       | hâkim                     | yargıç                    | bíró                                                | |
| حال hâl *, وضعيت vazˤiyet *        | hâl, vaziyet              | durum                     | helyzet                                             | |
| خليطه halîta                       | halita                    | alaşım                    | ötvözet                                             | |
| haˤmile *                          | hamile                    | gebe                      | terhes                                              | |
| خراب harâb *                       | harap                     | yıkık                     | rom                                                 | |
| حرارت harâret *                    | hararet                   | ısı ¹, sıcaklık ²         | hő¹, hőmérséklet²                                   | A régi szó mindkét jelentésben még használatos |
| harekkat *                         | hareket                   | devinim **                | mozgás, mozdulat                                    | |
| حرف harf *                         | harf                      | ses, imce **              | betű                                                | A ses másik jelentése „hang” |
| hasret *                           | hasret                    | özlem                     | vágyódás                                            | |
| hassas *                           | hassas                    | duyarlı                   | érzékeny                                            | |
| حشره haşere *                      | haşere                    | böcek                     | bogár                                               | |
| خطا hatâ *, قصور kusûr *           | hata, kusur               | yanlış                    | hiba                                                | |
| خاطره hâtıra *                     | hatıra                    | anı                       | emlék                                               | |
| حيات hayât *, عمر ömr *            | hayat, ömür               | yaşam                     | élet                                                | |
| حيثيت haysiyyet *                  | haysiyet                  | saygınlık                 | tisztesség                                          | |
| hazm *                             | hazım                     | sindirim                  | emésztés                                            | |
| هديه hediyye *                     | hediye                    | armağan                   | ajándék                                             | |
| حدت hiddet *                       | hiddet                    | kızgınlık, öfke           | düh, harag                                          | |
| hikâye *                           | hikâye                    | öykü                      | történet                                            | |
| خلاف hilâf                         | hilaf                     | karşıt                    | ellenkező                                           | |
| his *                              | his                       | duygu                     | érzés                                               | |
| خواجه hôca *                       | hoca                      | öğretmen                  | tanár                                               | A hoca is használatos, nem csak vallási tanítóknál, hanem tanárok megszólításánál is (pl. Ahmet hoca, Ahmet tanár úr)                                           |
| hukuk *                            | hukuk                     | tüze **                   | jog                                                 | A modern török szó nem elterjedt, a belőle képzett tüzük (rendelet) azonban igen                                                                                |
| خصوص husûs *                       | husus                     | konu                      | tárgy (pl. levélé)                                  | |
| حضور huzûr *                       | huzur                     | dirlik **                 | nyugalom, kényelem                                  | |
| hucre *                            | hücre                     | göze **                   | sejt                                                | Az új szót alig használják |
| هجوم hücûm *                       | hücum                     | saldırı                   | támadás                                             | |
| حرمت hürmet *                      | hürmet                    | saygı                     | tisztelet                                           | |
| ısrar *                            | ısrar                     | üsteleme                  | ragaszkodás                                         | |
| ابتدائی ibtidâ'î                   | iptidai                   | ilkel                     | első; primitív                                      | |
| içtima                             | içtima                    | toplantı                  | gyűlés, megbeszélés                                 | |
| içtima                             | içtima                    | kavuşum                   | újhold                                              | |
| içtimai                            | içtimai                   | toplumsal                 | közösségi                                           | |
| افتخار iftihâr *                   | iftihar                   | övünme                    | büszkeség                                           | |
| ihtiras *                          | ihtiras                   | tutku                     | szenvedély                                          | A tut- (tartani) igéből |
| ihtiyâc *                          | ihtiyaç                   | gereksinme or gereksinim  | szükség                                             | |
| اختيار ihtiyâr *                   | ihtiyar                   | yaşlı                     | öreg(kor)                                           | |
| احتياط ihtiyât                     | ihtiyat                   | yedek                     | pót-                                                | |
| iktibas                            | iktibas                   | alıntı                    | másolmány                                           | |
| ilave *                            | ilave                     | ek                        | csatolmány, csatolt                                 | |
| الهام ilhâm *                      | ilham                     | esin                      | inspiráció                                          | |
| عمار ˤimâr *                       | imar                      | bayındırlık               | fejlesztés, építés                                  | |
| امكان imkân *                      | imkân                     | olanak                    | lehetőség                                           | |
| imlâ *                             | imla                      | yazım                     | írás (ortográfia)                                   | |
| imtihân                            | imtihan                   | sınav, yazılı             | vizsga                                              | |
| imtiyâz *                          | imtiyaz                   | ayrıcalık                 | választójog                                         | |
| inhisâr                            | inhisar                   | tekel                     | monopólium                                          | |
| insân *                            | insan                     | kul **                    | ember                                               | Az új szót csak vallásos szövegkörnyezetben használják |
| intiba                             | intiba                    | izlenim                   | benyomás                                            | |
| intihal                            | intihal                   | aşırma                    | plágium                                             | |
| irtifâˤ *                          | irtifa                    | yükseklik                 | magasság                                            | A régi szót csak a légi közlekedésben használják |
| ارثی irsî *                        | ırsi                      | kalıtsal, kalıtımsal      | öröklött                                            | |
| اسم ism *                          | isim                      | ad                        | név                                                 | |
| istirâhat *                        | istirahat                 | dinlenme                  | pihenés                                             | |
| استثناء istisnâ' *                 | istisna                   | aykırı                    | kivétel                                             | |
| iştigâl                            | iştigal                   | uğraş / uğraşı            | foglalatosság                                       | |
| iştirâk *                          | iştirak                   | ortaklık                  | egyesület                                           | |
| izâh *                             | izah                      | açıklama                  | nyilatkozat                                         | |
| izdivâc                            | izdivaç                   | evlilik                   | házasság                                            | |
| kâbiliyet *                        | kabiliyet                 | yetenek / yeti            | tehetség, képesség                                  | |
| kader *                            | kader                     | yazgı **                  | sors                                                | |
| qaffa *                            | kafa                      | baş                       | fej                                                 | |
| kâfi *                             | kâfi                      | yeter                     | elég                                                | |
| كائنات kâ'inât *                   | kâinat                    | evren                     | világegyetem                                        | |
| قلب kalb *                         | kalp                      | yürek                     | szív                                                | |
| kânûn *                            | kanun                     | yasa                      | törvény                                             | |
| kanunuesasi                        | kanunuesasi               | anayasa                   | alkotmány                                           | |
| kâfiye *                           | kafiye                    | uyak                      | rím                                                 | |
| كانون اول kânûn-ı evvel            |                           | aralık                    | december                                            | |
| كانون ثانی kânûn-ı sânî            |                           | ocak                      | január                                              | |
| كلمه kelime *                      | kelime                    | sözcük                    | szó                                                 | |
| ghermez *                          | kırmızı                   | al **                     | vörös                                               | Más szövegkörnyezetben, de mindkettő használatos |
| kısm *                             | kısım                     | bölüm                     | rész                                                | |
| ketab *                            | kitap                     | betik **                  | könyv                                               | Bár a modern török szó valójában ősi türk eredetű, nem gyökeresedett meg a használata                                                                           |
| kufr *                             | küfür                     | sövme **                  | szitok                                              | |
| kuvvet *                           | kuvvet                    | güç or erk                | erő                                                 | |
| küre *                             | küre                      | yuvar **                  | gömb                                                | |
| لطيفه lâtîfe                       | latife                    | şaka                      | vicc                                                | |
| لسان lisân *                       | lisan                     | dil                       | nyelv                                               | |
| لغات lûġat                         | lügat                     | sözlük                    | szótár                                              | |
| لزوملو lüzûmlu *                   | lüzumlu                   | gerekli                   | szükséges                                           | |
| معاش maˤâş *                       | maaş                      | aylık                     | fizetés, bér                                        | |
| maˤbed *                           | mabet                     | tapınak                   | templom                                             | |
| maddî *                            | maddî                     | özdeksel **               | anyagi                                              | Az új szót csak filozófiai szövegekben használják |
| mafsal                             | mafsal                    | eklem                     | ínszalag                                            | |
| mağdûr *                           | mağdur                    | kıygın **                 | sértett                                             | |
| maˤlubiyyat *                      | mağlubiyet                | yenilgi                   | vereség                                             | |
| mahfuz                             | mahfuz                    | saklı                     | rejtett                                             | |
| mahlûk *                           | mahluk                    | yaratık                   | teremtmény                                          | |
| mahsûl *                           | mahsul                    | ürün                      | termék                                              | |
| mahsûs *                           | mahsus                    | özgü                      | egyéni, sajátos                                     | |
| maksad *, gaye *, hedef *          | maksat, gaye, hedef       | amaç , erek               | cél                                                 | |
| maˤkûl *                           | makul                     | uygun, elverişli          | elfogadható                                         | |
| maˤnâ *                            | mâna                      | anlam                     | jelentés                                            | |
| manevî *                           | manevî                    | tinsel **                 | morális, spirituális                                | Az új szót csak a filozófiában használják |
| مانع mâniˤ *                       | mani                      | engel                     | akadály                                             | |
| مصرف masraf *                      | masraf                    | gider, harcama            | költség                                             | |
| mavi *                             | mavi                      | gökçe **                  | kék                                                 | A gök (égbolt) szóból; ebben a jelentésben nem használatos, viszont népszerű női név                                                                            |
| mecaz *, istiare                   | mecaz                     | iğretileme, eğretileme    | metafora                                            | |
| مجبور mecbûr *                     | mecbur                    | zorunlu                   | kötelező, köteles                                   | |
| مجهول mechûl *                     | meçhul                    | bilinmeyen                | nem ismert                                          | |
| madanni *                          | medeni                    | uygar                     | civil                                               | |
| madanniyyat *                      | medeniyet                 | uygarlık                  | civilizáció                                         | |
| مفهوم mefhûm *                     | mefhum                    | kavram                    | fogalom                                             | |
| مکروه mekrûh *                     | mekruh                    | iğrenç                    | undorító                                            | |
| meleke                             | meleke                    | alışkanlık                | szokás, megszokás                                   | |
| melez *                            | melez                     | kırma                     | hibrid, keverék                                     | |
| مملکت memleket *                   | memleket                  | ülke                      | ország                                              | A régi szó „szülőföld, szülőtáj” jelentésben használatos |
| مراسم merâsim *                    | merasim                   | tören                     | ceremónia                                           | |
| مرثيه mersiye                      | mersiye                   | ağıt                      | elégia                                              | |
| mesafe *                           | mesafe                    | uzaklık                   | távolság                                            | |
| meselâ *                           | mesela                    | örneğin                   | például                                             | |
| mesele *                           | mesele                    | sorun                     | probléma                                            | |
| مسعود mesˤûd *                     | mesut                     | mutlu                     | boldog                                              | |
| maˤsûliyyat *                      | mesuliyet                 | sorumluluk                | felelősség                                          | |
| مشهور meşhûr *                     | meşhur                    | ünlü                      | híres                                               | |
| مشروبات meşrûbât *                 | meşrubat                  | içecek                    | innivaló, ital                                      | |
| موقع mevkiˤ مكان mekân *           | mevki, mekân              | yer, konum                | hely, helyszín                                      | |
| ميدان meydân *, ساحه sâha          | meydan, saha              | alan **                   | terület                                             | |
| ميل meyl *                         | meyil                     | eğim, eğilim              | hajlam, hajlandóság                                 | |
| mezar *                            | mezar                     | gömüt **                  | temető                                              | A göm- (temetni) szóból |
| mıntıka                            | mıntıka                   | bölge                     | régió                                               | |
| mısra *                            | mısra                     | dize                      | költemény                                           | |
| mirâs *                            | miras                     | kalıt **                  | örökség                                             | Az új alakot nem használják, a belőle képzett szavakat (pl. kalıtımsal, örökletes) igen.                                                                        |
| مسافر misâfir *                    | misafir                   | konuk                     | vendég                                              | |
| مثال misâl *                       | misal                     | örnek                     | példa                                               | |
| مسکين miskîn *                     | miskin                    | uyuşuk, mıymıntı          | lusta                                               | |
| معامله muˤâmele *                  | muamele                   | davranış                  | viselkedés                                          | |
| معما muˤammâ                       | muamma                    | bilmece                   | rejtvény, fejtörő                                   | |
| معاصر muˤâsır                      | muasır                    | çağdaş, güncel            | korabeli, kortárs, modern                           | |
| معاون muˤâvin *                    | muavin                    | yardımcı                  | segítő                                              | |
| معجزه muˤcize *                    | mucize                    | tansık **                 | csoda                                               | Az új szó nagyon ritkán használatos |
| mugaddii                           | mugaddi                   | besleyici                 | tápláló                                             | |
| mugalata                           | mugalata                  | yanıltmaca                | megtévesztés                                        | |
| muganni, muganniye                 | muganni, muganniye        | şarkıcı                   | énekes                                              | |
| mugayeret                          | mugayeret                 | aykırılık                 | szabálytalanság                                     | |
| mugayir                            | mugayir                   | aykırı                    | szabálytalan                                        | |
| mugber                             | muğber                    | küskün, gücenmiş, dargın  | sértett (mn.)                                       | |
| muglak *                           | muğlak                    | çapraşık                  | homályos, kétértelmű, bizonytalan                   | |
| muhabere                           | muhabere                  | iletişim, iletişme        | kapcsolat                                           | |
| muhaceret                          | muhaceret                 | göç                       | emigráció, kivándorlás                              | |
| muhacim                            | muhacim                   | saldıran, saldırıcı       | támadó                                              | |
| muhacir                            | muhacir                   | göçmen                    | emigráns, bevándorló                                | |
| muhaddep                           | muhaddep                  | dış bükey                 | domború                                             | |
| muhafaza *                         | muhafaza                  | koruma                    | megőrzés                                            | |
| muhafazakar *                      | muhafazakar               | tutucu                    | konzervatív                                         | |
| muhafız                            | muhafız                   | koruyucu                  | őrző                                                | |
| muhakeme *                         | muhakeme                  | yargılama, uslamlama      | fejtegetés, vélemény                                | |
| muddat *                           | müddet                    | süre                      | hossz, időtartam                                    | |
| محقق muhakkak*                     | muhakkak                  | kesin(likle)              | biztos(an)                                          | |
| muhakkik                           | muhakkik                  | soruşturmacı              | nyomozó                                             | |
| muhal                              | muhal                     | olanaksız                 | lehetetlen                                          | |
| muhallaffat *                      | muhalefet                 | karşıtlık                 | ellenzék                                            | Az arab szót még használják politikai szövegkörnyezetben |
| muhammen                           | muhammen                  | oranlanan, ön görülen     | előre meghatározott                                 | |
| muhammes                           | muhammes                  | beşgen                    | ötszög                                              | |
| muhammin                           | muhammin                  | ön gören                  | előre meghatározó (fn.)                             | |
| محاربه muhârebe, حرب harb          | muharebe, harp            | savaş                     | háború                                              | |
| muharip                            | muharip                   | savaşçı                   | harcos                                              | |
| muharrer                           | muharrer                  | yazılı, yazılmış          | írott                                               | |
| muharrik                           | muharrik                  | kışkırtıcı, ayartıcı      | provokáló                                           | |
| muharriş                           | muharriş                  | tırmalayan, irkilten      | bosszantó                                           | |
| muhassamat                         | muhasamat                 | çarpışma                  | összecsapás, ütközés                                | |
| muhasara                           | muhasara                  | kuşatma                   | ostrom                                              | |
| muhasebe *                         | muhasebe                  | saymanlık                 | könyvelés                                           | |
| muhasebeci *                       | muhasebeci                | sayman                    | könyvelő                                            | |
| muhassala                          | muhassala                 | bileşke                   | eredő, származó                                     | |
| muhassas                           | muhassas                  | ayrılmış                  | foglalt                                             | |
| muhat                              | muhat                     | kuşatılmış                | ostromlott                                          | |
| muhavvil                           | muhavvil                  | dönüştüren                | átváltó, átformáló (fn)                             | |
| muhavvile                          | muhavvile                 | dönüştürücü               | átformáló (mn.)                                     | |
| muhtemel                           | muhtemel                  | olası                     | lehetőség                                           | |
| محتويات muhteviyyât                | muhteviyat                | içindekiler               | hozzávalók                                          | |
| مقدس mukaddes                      | mukaddes                  | kutsal                    | szent                                               | |
| منتظم muntazam *                   | muntazam                  | düzgün, düzenli           | tiszta, rendezett                                   | |
| مربع murabbaˤ                      | murabba                   | kare                      | négyzet                                             | |
| murafaa                            | murafaa                   | duruşma                   | bírósági meghallgatás                               | |
| معتدل muˤtedil                     | mutedil                   | ılım(lı)                  | mérsékelt(en)                                       | |
| موفقيت muvaffakıyyet               | muvaffakiyet              | başarı                    | siker                                               | |
| مبالغه mübalâga                    | mübalağa                  | abartma                   | túlzás                                              | |
| مجادله mücâdele *                  | mücadele                  | çaba, uğraş               | igyekezet                                           | |
| mücerrit                           | mücerrit                  | soyut                     | kivonat                                             | |
| مدافعه müdâfaˤa                    | müdafaa                   | koruma                    | védelem                                             | |
| مداخله müdâhale *                  | müdahale                  | karışma                   | beavatkozás                                         | |
| مدت müddet *                       | müddet                    | süre                      | időtartam                                           | |
| mudrike                            | müdrike                   | anlık                     | intellektus                                         | |
| mudrir                             | müdrir                    | idrar söktürücü           | vízhahtó                                            | |
| muebbet *                          | müebbet                   | yaşam boyu, sonsuz        | életen át, örökké tartó, végtelen                   | Az arab kifejezést a büntetőjogban használják (életfogytig) |
| mueccel                            | müeccel                   | ertelenmiş                | késleltetett                                        | |
| mueddep                            | müeddep                   | uslu                      | illedelmes                                          | |
| muelleffat                         | müellefat                 | (yazılı) yapıt            | (írásos) mű                                         | |
| muellif, muharrir                  | müellif, muharrir         | yazar                     | író                                                 | |
| muemmen                            | müemmen                   | sağlanmış                 | biztosított                                         | |
| muennes                            | müennes                   | dişil                     | nőies                                               | |
| مؤسسه mu'essese                    | müessese                  | kurum                     | alapítvány                                          | |
| muessif                            | müessif                   | üzücü                     | elszomorító                                         | |
| muessir                            | müessir                   | dokunaklı                 | megindító, megható                                  | |
| muessis                            | müessis                   | kurucu                    | alapító                                             | |
| mueyyide                           | müeyyide                  | yaptırım                  | megtorlás, szankció                                 | |
| mufekkrireh                        | müfekkire                 | düşünce gücü              | gondolkodás képessége                               | |
| muferrih                           | müferrih                  | iç açıcı                  | pihentető, megnyugtató                              | |
| mufrett                            | müfret                    | tekil                     | egyes (számú), egyetlen                             | |
| muflis                             | müflis                    | batkın                    | csődbe jutott                                       | |
| مهم mühim *                        | mühim                     | önemli                    | fontos                                              | |
| مؤمن mü'min                        | mümin                     | inanan, inançlı           | hívő                                                | |
| مناسبت münâsebet *                 | münasebet                 | ilişki                    | kapcsolat                                           | |
| مراجعت mürâcaˤat                   | müracaat                  | başvuru                   | jelentkezés                                         | |
| mürekkeb                           | mürekkep                  | birleşmiş, birleşik       | egyesült                                            | |
| murrettip                          | mürettip                  | dizgici                   | betűszedő                                           | |
| مسابقه müsâbaka                    | müsabaka                  | karşılaşma                | találkozó (meccs), verseny                          | |
| مسامحه müsâmaha                    | müsamaha                  | hoşgörü                   | tolerancia, türelem                                 | |
| musavi                             | müsavi                    | eşit                      | egyenrangú, egyenlő                                 | |
| مستهجن müstehcen *                 | müstehcen                 | uygunsuz                  | nem megfelelő                                       | |
| مسوده müsvedde *                   | müsvedde                  | taslak                    | vázlat                                              | |
| muşabbih, mumassil                 | müşabih, mümasil          | benzer                    | hasonló                                             | |
| muşşabbahat                        | müşabehet                 | benzerlik                 | hasonlóság                                          | |
| müşahhas                           | müşahhas                  | somut                     | konkrét                                             | |
| مشكل müşkül                        | müşkül                    | çetin **                  | nehéz                                               | |
| muşkul-pesend                      | müşkülpesent              | titiz                     | fontoskodó                                          | |
| muşrik                             | müşrik                    | çoktanrıcı                | több istenben hívő, politeista                      | |
| müştak                             | müştak                    | türev                     | származtatott                                       | |
| muştehi                            | müştehi                   | istekli                   | igyekvő, akaró                                      | |
| muşteki                            | müşteki                   | yakınan, sızlanan         | nyafogó, panaszkodó                                 | |
| muştemilat                         | müştemilat                | eklenti                   | csatolmány                                          | |
| muşterek *                         | müşterek                  | ortak                     | partner, társ                                       | |
| muştereken                         | müştereken                | ortaklaşa                 | együttesen, együtt                                  | |
| muşteri *                          | müşteri                   | alıcı, alımcı             | vevő, vásárló                                       | |
| mut'a                              | müt'a                     | geçici kazanç             | átmeneti haszon                                     | |
| مطالعه mütâlâˤa                    | mütalâa                   | düşünce                   | gondolat                                            | |
| متارکه mütâreke                    | mütareke                  | antlaşma                  | fegyverszünet                                       | |
| muteaddit                          | müteaddit                 | birçok                    | sok                                                 | |
| muteaffin                          | müteaffin                 | kokuşuk                   | büdös                                               | |
| muteahhid *                        | müteahhit                 | üstenci                   | szállító, kivitelező                                | |
| muteakiben                         | müteakiben                | arkadan                   | követő                                              | |
| muteakib                           | müteakip                  | sonra, ardından           | utána, aztán                                        | |
| mutealiye                          | mütealiye                 | deneyüstücülük            | transzcendentalizmus                                | |
| muteallik                          | müteallik                 | ilişkin, ilgili           | vonatkozó, kapcsolatban lévő                        | |
| muteammim                          | müteammim                 | yaygınlaşmış, genelleşmiş | elterjedt                                           | |
| mutearife                          | mütearife                 | belit **                  | axióma                                              | A francia aksiyom elterjedtebb |
| mutebaki                           | mütebaki                  | kalan                     | megmaradó, maradék                                  | |
| mutebasbıs                         | mütebasbıs                | yaltakçı                  | talpnyaló                                           | |
| mutebeddil                         | mütebeddil                | değişen, kararsız         | változó; döntésképtelen                             | |
| mutebessim                         | mütebessim                | gülümseyen, güleç         | mosolygó                                            | |
| mutecanis                          | mütecanis                 | bağdaşık                  | egynemű, homogén                                    | |
| mutecasir                          | mütecasir                 | yeltenen                  | merész                                              | |
| mutecaviz                          | mütecaviz                 | saldırgan                 | támadó                                              | |
| mutedeyyin                         | mütedeyyin                | dindar                    | vallásos                                            | |
| muteessir                          | müteessir                 | üzüntülü                  | szomorú (személyre mondják)                         | |
| mutefekkir                         | mütefekkir                | düşünür                   | gondolkodó                                          | |
| متفرق müteferrik                   | müteferrik                | dağınık                   | rendetlen                                           | |
| mutehammil                         | mütehammil                | dayanıklı                 | tartós                                              | |
| muteharrik                         | müteharrik                | devingen, oynar           | mobil, szállítható                                  | |
| متخصص mütehassıs                   | mütehassıs                | uzman                     | szakértő                                            | |
| muteşşebbis                        | müteşebbis                | girişimci                 | vállalkozó                                          | |
| mütevâzî *                         | mütevazi                  | alçakgönüllü              | szerény                                             | |
| muteveffa                          | müteveffa                 | ölü, ölmüş                | halott                                              | |
| muttefik *                         | müttefik                  | bağlaşık **               | szövetséges (fn.)                                   | |
| muzayyadeh                         | müzayede                  | açık arttırma             | aukció, árverés                                     | |
| مزمن müzmin                        | müzmin                    | süreğen                   | krónikus                                            | Az új szó nem elterjedt |
| nadir *, ender *                   | nadir, ender              | seyrek                    | ritka                                               | |
| نغمه nağme                         | nağme                     | ezgi                      | dallam                                              | |
| nafile *                           | nafile                    | boşuna                    | hiábavaló                                           | |
| نصيحت nasîhat *                    | nasihat                   | öğüt                      | tanács                                              | |
| nâzır                              | nazır                     | bakan                     | miniszter                                           | |
| نفس nefes *                        | nefes                     | soluk                     | lélegzet                                            | |
| nesiç                              | nesiç                     | doku                      | szövet (biológia)                                   | |
| nesl *                             | nesil                     | kuşak                     | ggeneráció                                          | |
| نتيجه netîce *                     | netice                    | sonuç                     | eredmény                                            | |
| nezif                              | nezif                     | kanama                    | vérzés                                              | |
| nısf                               | nısıf                     | yarı(m)                   | fél (számnév)                                       | |
| نهايت nihâyet *                    | nihayet                   | son(unda)                 | vég(ül)                                             | |
| نكاح nikâh *                       | nikâh                     | düğün                     | esküvő                                              | A nikâh ma az esküvői szertartásra, a düğün az esküvői fogadásra használatos                                                                                    |
| نسبت nisbet *                      | nispet                    | oran                      | arány                                               | |
| نطق nutk *                         | nutuk                     | söylev                    | beszéd                                              | |
| ragmen *                           | rağmen                    | karşın                    | ellenére                                            | |
| رأی re'y                           | rey                       | oy                        | szavazat                                            | |
| رئيس re'îs                         | reis                      | başkan                    | elnök                                               | |
| ruh *                              | ruh                       | tin **                    | lélek                                               | |
| rutûbet *                          | rutubet                   | nem                       | nedvesség                                           | Bár a nem perzsa eredetű, inkább hat töröknek, mint a rutubet, ami teljesen idegen a török kiejtéstől                                                           |
| رؤيا rü'ya *                       | rüya                      | düş                       | álom                                                | |
| sahil *                            | sahil                     | kıyı                      | part                                                | |
| sahip *                            | sahip                     | iye **                    | tulajdonos                                          | Az iye csak képzőként van jelen |
| sahte *                            | sahte                     | düzmece                   | hamis, ál-                                          | |
| samimî *                           | samimi                    | içten                     | őszinte                                             | |
| سطح sath                           | satıh                     | yüzey                     | felület, felszín                                    | |
| سياره sayyâre                      | seyyare                   | araba                     | autó                                                | |
| سبب sebeb *                        | sebep                     | neden                     | ok                                                  | |
| safarat                            | sefaret                   | büyükelçilik              | nagykövetség                                        | |
| سلامت selâmet                      | selamet                   | esenlik                   | egészség                                            | |
| سما semâ                           | sema                      | gök                       | ég(bolt)                                            | |
| سنه sene *                         | sene                      | yıl                       | év                                                  | |
| seviye *                           | seviye                    | düzey                     | szint                                               | |
| صحت sıhhat                         | sıhhat                    | sağlık                    | egészség                                            | |
| sihr *                             | sihir                     | büyü                      | varázslat                                           | |
| صحبت sohbet *                      | sohbet                    | söyleşi                   | beszélgetés                                         | Az új szó némiképp más szövegkörnyezetben fordul elő. |
| سؤال su'âl                         | sual                      | soru                      | kérdés                                              | |
| صلح sulh                           | sulh                      | barış                     | béke                                                | |
| sunî                               | suni                      | yapay                     | mesterséges                                         | |
| سکوت sükût                         | sükût                     | sessizlik                 | csend                                               | Szó szerint: „hangtalanság” |
| sürˤat *                           | sürat                     | hız                       | sebesség                                            | |
| şâhid *                            | şahit                     | tanık                     | tanú                                                | |
| şair *                             | şair                      | ozan                      | költő                                               | |
| شرق şark                           | şark                      | doğu                      | kelet                                               | A doğmak (születni) igéből. |
| şart *                             | şart                      | koşul                     | feltétel                                            | |
| şatafat(lı)                        | şatafat(lı)               | gösteriş(li)              | látvány(os)                                         | |
| şehir *                            | şehir                     | kent                      | város                                               | |
| شمال şimâl                         | şimal                     | kuzey                     | észak                                               | |
| şuˤûr *                            | şuur                      | bilinç                    | tudat                                               | A bil- (tudni) igéből. |
| şübheli *                          | şüpheli                   | sanık                     | gyanúsított                                         | |
| tabaqqa *                          | tabaka                    | katman                    | réteg                                               | |
| طبيعت ṭabîˤat *                    | tabiat                    | doğa                      | természet (földr.)                                  | A doğmak (születni) igéből. |
| طبيعى ṭabîˤî *                     | tabii                     | doğal                     | természetes                                         | |
| taˤbîr, ifâde*                     | tabir, ifade              | deyiş**                   | elbeszélés                                          | |
| tahlil *                           | tahlil                    | inceleme                  | teszt (orvostud.)                                   | |
| tahmin *                           | tahmin                    | kestirim **               | találgatás                                          | |
| taˤkib*                            | takip                     | izlem **                  | követés                                             | Az izlemek (figyelni) igéből. |
| طلب ṭaleb *                        | talep                     | istek                     | kérés                                               | |
| طلبه ṭalebe                        | talebe                    | öğrenci                   | diák                                                | |
| تعمير taˤmîr *, تعديلات taˤdîlât * | tamir, tadilat            | onarım                    | tatarozás                                           | |
| taraf *                            | taraf                     | yan                       | oldal (házé stb.)                                   | |
| taraftar *                         | taraftar                  | yandaş                    | támogató, szurkoló                                  | Bár a modern török szó is használatos, a labdarúgó-szurkolókat csak a taraftar jelöli                                                                           |
| tarih *                            | tarih                     | günay **                  | dátum                                               | A török szó ritkán használatos |
| tasallut                           | tasallut                  | sarkıntılık               | szexuális zaklatás                                  | |
| tasavvur                           | tasavvur                  | canlandırma, tasarı       | elképzelés                                          | |
| tasdîk *                           | tasdik                    | onay                      | elfogadás                                           | |
| tashîh                             | tashih                    | düzeltme                  | javítás                                             | |
| تصوير tasvîr *                     | tasvir                    | betimleme                 | leírás                                              | |
| طياره tayyâre                      | tayyare                   | uçak                      | repülőgép                                           | |
| توصيه tavsiye *                    | tavsiye                   | salık                     | tanács                                              | |
| تعادل teˤâdül                      | teadül                    | denklik                   | egyenérték(űség)                                    | |
| تعامل teˤâmül                      | teamül                    | tepkime, davranış         | viselkedés, reakció                                 | |
| tebessüm                           | tebessüm                  | gülümseme                 | mosoly                                              | |
| تبديل tebdîl                       | tebdil                    | değişiklik                | változás                                            | |
| تبريك tebrîk *                     | tebrik                    | kutlama                   | gratuláció                                          | A kutlama ünneplést is jelent |
| تجلى tecellî                       | tecelli                   | belirme                   | megjelenik, felbukkan                               | |
| تجسم tecessüm                      | tecessüm                  | görünme                   | megjelenés, manifesztáció                           | |
| tecrübe *                          | tecrübe                   | deneyim                   | tapasztalat                                         | |
| techîzât *                         | teçhizat                  | donanım                   | felszerelés                                         | |
| tedavi *                           | tedavi                    | sağaltım **               | terápia, kezelés                                    | |
| tedbîr *                           | tedbir                    | önlem                     | megelőzés                                           | |
| te'essür                           | teessür                   | üzüntü                    | gyötrődés, kínlódás                                 | |
| teferruat                          | teferruat                 | ayrıntı                   | részlet                                             | |
| تكامل tekâmül                      | tekamül                   | evrim, başkalaşım         | fejlődés, érés, változás                            | |
| تقاعد tekaˤüd                      | tekaüt                    | emeklilik                 | nyugdíjas kor                                       | |
| تكليف teklîf *                     | teklif                    | öneri                     | javaslat                                            | |
| tekrar *                           | tekrar                    | yine                      | újra                                                | |
| تلاش telâş *                       | telaş                     | tasa, kaygı               | aggodalom                                           | |
| tenâsüb                            | tenasüp                   | uyum                      | egybevágóság, megfelelőség                          | |
| تنبيه tenbîh *                     | tembih                    | uyarı                     | figyelmeztetés                                      | |
| tercîh etmek *                     | tercih etmek              | yeğlemek                  | előnyben részesít vmvel szemben                     | |
| tercüme *                          | tercüme                   | çeviri                    | fordítás                                            | |
| terreddut *                        | tereddüt                  | duraksama                 | habozás                                             | |
| tertip *                           | tertip                    | düzen                     | rend, rendezettség                                  | |
| tesir *                            | tesir                     | etki                      | hatás                                               | |
| teselli *                          | teselli                   | avunma                    | vigasztalás                                         | |
| teşhis *                           | teşhis                    | tanı                      | diagnózis                                           | |
| تشرين اول teşrîn-i evvel           |                           | ekim                      | október                                             | |
| تشرين ثانی teşrîn-i sânî           |                           | kasım                     | november                                            | |
| teşvik *                           | teşvik                    | özendirme, kışkırtma      | provokáció                                          | |
| usûl *                             | usul                      | yöntem                    | metódus, módszer                                    | |
| unvan *                            | ünvan                     | san                       | cím (rang)                                          | |
| uslup *                            | üslup                     | biçem **                  | stílus                                              | |
| vaˤd *                             | vaat                      | söz                       | ígéret                                              | |
| vakˤâ *                            | vaka                      | olay                      | esemény                                             | |
| vakûr                              | vakur                     | ağır başlı                | méltóságteljes                                      | |
| vasf *                             | vasıf                     | nitelik                   | jellemző (fn.)                                      | |
| vasıta                             | vasıta                    | araç                      | jármű                                               | |
| vâsi                               | vâsi                      | engin                     | óriási, hatalmas                                    | |
| vatan *                            | vatan                     | yurt                      | haza                                                | |
| vatandaş *                         | vatandaş                  | yurtdaş **                | állampolgár                                         | |
| vaz geçmek *                       | vazgeçmek                 | caymak **                 | lemondani valamiről; feladni valamit                | |
| وضيفه vazîfe *                     | vazife                    | görev                     | feladat(kör)                                        | |
| ve *                               | ve                        | ile                       | és                                                  | Bár hasonló jelentésűek, nem mindig cserélhetőek fel, két tagmondatot csak a ve köthet össze                                                                    |
| vilâyet*                           | vilayet                   | il                        | tartomány                                           | |
| tefsîr *                           | tefsir                    | yorum                     | megjegyzés                                          | |
| ضمير zamîr *                       | zamir                     | adıl **                   | névmás                                              | |
| zaviye                             | zaviye                    | açı                       | szög (matematika)                                   | |

* A régi és az új szó is használatban van.

** Az új szó nem olyan elterjedt, mint a régi.

### Perzsa jövevényszavak
A perzsa jövevényszavak esetében a Török Nyelvintézet nem írt elő cserét, mert a perzsa szavak jobban asszimilálódtak a török nyelvbe, mint az arabból származók.
| Oszmán-török szó | Modern helyesírása | Modern török megfelelője | Jelentése        | Megjegyzés                                                     |
| ---------------- | ------------------ | ------------------------ | ---------------- | -------------------------------------------------------------- |
|                  | beraber            | birlikte                 | együtt           |                                                                |
| بوسه             | buse               | öpücük                   | csók             |                                                                |
| جنگ              | cenk               | savaş                    | háború           |                                                                |
| چابك             | çabuk              | ivedi *                  | gyors(an)        |                                                                |
|                  | çare               | çözüm                    | megoldás         |                                                                |
| چهره             | çehre              | yüz                      | arc              |                                                                |
| چنبر             | çember             | yuvarlak                 | kör              |                                                                |
|                  | çeşit              | tür                      | féle, fajta      | A Çeşit is népszerű                                            |
| çehar-yek        | çeyrek             | dörtte bir               | negyed           |                                                                |
| درد              | dert               | ağrı                     | fájdalom         | A dert jelentésmódosuláson esett át, mai jelentése „baj, gond” |
|                  | diğer              | öbür, öteki              | másik            |                                                                |
| دشمن             | düşman             | yağı *                   | ellenség         | A török megfelelő nem elterjedt.                               |
| اجنبى            | ecnebi             | el, yad *                | külföldi, idegen |                                                                |
| انديشه           | endişe             | kaygı                    | gond, aggodalom  |                                                                |
| گزيده            | güzide             | seçkin                   | elit             |                                                                |
| خسته             | hasta              | sayrı*                   | beteg            | A török megfelelőt nem használják                              |
| هنوز             | henüz              | daha                     | még              |                                                                |
| همان             | hemen              | çabucak                  | azonnal          |                                                                |
|                  | kurnaz             | açıkgözlü                | dörzsölt, ravasz |                                                                |
| مهتاب            | mehtap             | ay ışığı                 | holdfény         |                                                                |
| پاپوش            | pabuç              | ayakkabı                 | cipő             |                                                                |
| روزگار           | rüzgâr             | yel                      | szél             |                                                                |
| ساده             | sade               | yalın                    | egyszerű         |                                                                |
| سارخوش           | sarhoş             | esrik *                  | részeg           | Az új szót nem használják                                      |
| سار              | ser                | baş                      | fej              |                                                                |
|                  | serbest            | erkin *                  | szabad(os)       | Az új szót nem használják.                                     |
|                  | serseri            | başıboş                  | tróger, mihaszna |                                                                |
| سياه             | siyah              | kara                     | fekete           |                                                                |
| بهار             | sonbahar           | güz                      | ősz (évszak)     |                                                                |
|                  | taze               | yeni                     | új               | A taze jelentése megváltozott: „friss”                         |
| تنبل             | tembel             | haylaz                   | lusta            |                                                                |
| ویران            | viran              | yıkık                    | rom              |                                                                |
|                  | yaver              | yardımcı                 | segítő           |                                                                |
|                  | yeknesak           | tekdüze                  | egyhangú         |                                                                |
| yekpâre          | yekpare            | bütün                    | egész            |                                                                |
| زهر              | zehir              | ağı *                    | méreg            | A török szót nem használják.                                   |
|                  | zengin             | varsıl *, varlıklı       | gazdag           |                                                                |
| زور              | zor                | çetin *                  | nehéz            |                                                                |

* Az új szó kevésbé használatos, mint a jövevényszó.

### Francia jövevényszavak
A francia jövevényszavak az 1800-as években kezdtek el beszivárogni a török nyelvbe a tanzimat (reformkorszak) idejében; csaknem 5000 szót vettek át, ezek nagy része ma is él.
| Jövevényszó               | Török megfelelője      | Jelentése                 | Francia írásmódja         |
| ------------------------- | ---------------------- | ------------------------- | ------------------------- |
| ajanda *                  | günce                  | napirend                  | agenda                    |
| akselerasyon              | ivme                   | gyorsulás                 | accélération              |
| aksesuar *                | süs                    | kiegészítő                | accessoire                |
| aktif *                   | etkin                  | aktív                     | actif                     |
| alternatif *              | seçenek                | alternatíva               | alternatif                |
| analiz *                  | çözümleme              | elemzés                   | analyse                   |
| asimilasyon, anabolizma * | özümleme               | asszimiláció, anabolizmus | assimilation, anabolism   |
| astronomi *               | gökbilim               | csillagászat              | astronomie                |
| avantaj *                 | üstünlük               | előny                     | avantage                  |
| done                      | veri                   | adat                      | donnée                    |
| detay *                   | ayrıntı                | részlet                   | détail                    |
| direk *                   | doğrudan               | egyenesen                 | directe                   |
| dikte *                   | yazdırım               | diktálás                  | dictée                    |
| doktrin *                 | öğreti                 | doktrina                  | doctrine                  |
| doküman *                 | belge                  | dokumentum                | document                  |
| domestik                  | evcil                  | hazai                     | domestique                |
| dominant                  | baskın                 | domináns                  | dominant                  |
| egzersiz *                | alıştırma              | gyakorlat                 | exercice                  |
| endemik *                 | salgın                 | endemikus, helyi          | endémique                 |
| enerji *                  | erke                   | energia                   | énergie                   |
| enflamasyon *             | yangı                  | gyulladás                 | inflammation              |
| enformasyon, enformatik * | bilişim                | informatika               | information, informatique |
| enteresan *               | ilginç                 | érdekes                   | intéressant               |
| eritrosit                 | alyuvar                | vörös vértest             | érythrocyte               |
| eksper*                   | bilirkişi              | szakértő                  | expert                    |
| faks *                    | belgeç, belgegeçer     | fax                       | fax                       |
| faktör *                  | etken                  | faktor                    | facteur                   |
| filoloji                  | dilbilim               | nyelvészet                | phylologie                |
| filtre *                  | süzgeç                 | filter, szűrő             |                           |
| fizyoloji *               | işlevbilim             | fiziológia                | physiologie               |
| fonksiyon *               | işlev                  | funkció                   | fonction                  |
| fotokopi *                | tıpkıbasım             | fénymásolás               | photocopie                |
| garanti *                 | güvence                | biztosítás, biztosíték    | garantie                  |
| global *                  | küresel                | globalális                | globale                   |
| gramer                    | dil bilgisi            | nyelvtan                  |                           |
| grup *                    | öbek                   | csoport                   | groupe                    |
| halüsinasyon *            | varsanı                | hallucináció              |                           |
| histoloji                 | doku bilimi            | szövettan                 | histologie                |
| homojen *                 | bağdaşık               | homogén                   |                           |
| illüzyon *                | yanılsama              | illúzió                   | illusion                  |
| istatistik *              | sayımlama              | statisztika               | statistiques              |
| izolasyon *               | yalıtım                | szigetelés                |                           |
| kalite *                  | nitelik                | minőség                   | qualité                   |
| kampüs *                  | yerleşke               | kampusz, telep            | campus                    |
| kapasite *                | sığa, kapsam           | kapacitás                 | capacité                  |
| karakter *                | kişilik                | jellem                    | caractère                 |
| kategori *                | ulam                   | kategória                 | catégorie                 |
| kompleks *                | karmaşık               | komplex, összetett        | complexe                  |
| komünikasyon *            | iletişim               | kommunikáció              | communication             |
| konsantrasyon *           | derişim                | koncentráció              | concentration             |
| konsolidasyon *           | süreletme              | konszolidáció             | consolidation             |
| kontrol                   | denetim                | kontrol                   |                           |
| kramp                     | kasınç                 | görcs                     | crampe                    |
| kriter *                  | ölçüt                  | kritérium                 | critères                  |
| kronik *                  | süreğen                | krónikus                  | chronique                 |
| kuaför *                  | güzellik salonu/berber | fodrász, szépségszalon    | coiffeur                  |
| lenf *                    | akkan                  | nyirok                    | lymphe                    |
| liste *                   | dizelge                | lista                     | liste                     |
| lokosit                   | akyuvar                | fehérvérsejt              | leucocyte                 |
| medya *                   | basın-yayın            | média                     | média                     |
| mekanizma *               | düzenek                | mechanizmus               | mécanisme                 |
| meridyen *                | boylam                 | hosszúság                 | méridien                  |
| mesaj, posta *            | ileti                  | üzenet                    | message                   |
| metamorfoz *              | başkalaşım             | metamorfózis              | métamorphose              |
| metot *                   | yöntem                 | módszer                   | méthode                   |
| monoton *                 | tekdüze                | egyhangú                  | monotone                  |
| moral *                   | özgüç                  | morális                   | morale                    |
| mutasyon *                | değişinim              | mutáció                   | mutation                  |
| normal *                  | olağan                 | normális                  | normale                   |
| numara *                  | sayı                   | szám                      | nombre                    |
| objektif *                | nesnel                 | objektív                  | objectif                  |
| organizasyon *            | düzenleme              | szervezet, szervezés      | organisation              |
| orijinal *                | özgün                  | eredeti                   | original                  |
| otorite *                 | yetke                  | hatóság                   | autorité                  |
| over                      | yumurtalık             | petefészek                | ovaire                    |
| paradoks *                | çelişki                | paradoxon                 | paradoxe                  |
| pasif *                   | edilgen                | passzív                   | passif                    |
| performans *              | başarım                | teljesítmény              |                           |
| plaj *                    | kumsal                 | strand                    | plage                     |
| plato *                   | yayla                  | fennsík                   | plateau                   |
| popüler, favori *         | gözde                  | népszerű                  | populaire                 |
| prensip *                 | ilke                   | elv                       |                           |
| prezentasyon              | sunum                  | prezentáció               |                           |
| primer                    | birincil               | elsődleges                |                           |
| problem *                 | sorun                  | probléma                  |                           |
| prodüktör                 | yapımcı                | producer                  |                           |
| program *                 | izlence                | program                   |                           |
| proje *                   | tasarı                 | projekt                   |                           |
| prosedür *                | işlem, işleyiş         | procedúra                 |                           |
| proses *                  | süreç                  | folyamat                  |                           |
| provokasyon               | kışkırtma              | provokáció                |                           |
| radyoaktif *              | ışın etkin             | radioaktív                |                           |
| randıman *                | verim                  | hatékonyság               |                           |
| rapor *                   | yazanak                | jelentés                  |                           |
| rejisör                   | yönetmen               | rendező                   |                           |
| resesif                   | çekinik                | recesszív                 |                           |
| restoran *                | aşevi                  | étterem                   |                           |
| rezistans                 | direnç                 | ellenállás                |                           |
| sekonder *                | ikincil                | másodlagos                |                           |
| sekreter *                | yazman                 | titkár                    |                           |
| sembol *                  | simge                  | szimbólum                 |                           |
| semptom *                 | belirti                | tünet                     |                           |
| sentez *                  | bireşim                | szintézis                 |                           |
| sistem *                  | dizge                  | rendszer                  |                           |
| simülasyon *              | öğrence                | szimuláció                |                           |
| solüsyon                  | çözelti                | megoldás                  |                           |
| spesifik                  | özgül                  | specifikus                |                           |
| spesiyal                  | özel                   | különleges                |                           |
| standart *                | ölçün                  | sztenderd                 |                           |
| statik *                  | duruk                  | statikus                  |                           |
| statü *                   | durum                  | helyzet                   |                           |
| sübjektif *               | öznel                  | szubjektív                |                           |
| teori *                   | kuram                  | teória                    |                           |
| testis *                  | erbezi                 | here                      |                           |
| trotu[v]ar                | kaldırım               | járda                     | trottoir                  |
| tümör *                   | ur                     | tumor                     |                           |
| versiyon *                | sürüm                  | verzió, változat          |                           |
| viraj *                   | dönemeç                | kanyar                    | virage                    |
| ultrason *                | yansılanım             | ultrahang                 |                           |

* Még mindig használatos, a török változattal együtt.

### Más nyelvekből
| Jövevényszó | Török megfelelője | Jelentése           | Melyik nyelvből | Eredeti írása | Megjegyzések                |
| ----------- | ----------------- | ------------------- | --------------- | ------------- | --------------------------- |
| angarya     | yüklenti          | kényszermunka       | görög           | αγγαρεία      | A török szót nem használják |
| endoskopi * | iç görüm          | endoszkópia         | görög           | ενδοσκόπηση   |                             |
| fenomen *   | olgu              | jelenség            | görög           | φαινόμενο     |                             |
| fetüs *     | dölüt             | magzat              | latin           | FETVS         | Mindkettőt használják       |
| genetik *   | kalıtım (bilimi)  | genetika            | görög           |               |                             |
| hegemonya   | boyunduruk        | hegemónia           | görög           |               |                             |
| internet *  | genel ağ          | internet            | angol           |               |                             |
| kompüter    | bilgisayar        | számítógép          | angol           |               |                             |
| konsonant   | ünsüz             | mássalhangzó        | német           | Konsonant     |                             |
| kundura *   | ayakkabı          | cipő                | görög           |               |                             |
| otoban *    | otoyol            | autópálya           | német           | Autobahn      |                             |
| paralel *   | enlem             | földrajzi szélesség | görög           |               |                             |
| parazit *   | asalak            | parazita            | görög           |               |                             |
| printer     | yazıcı            | nyomtató            | angol           |               |                             |
| sendrom *   | belirgi           | szindróma           | görög           |               |                             |
| uptake      | tutulum           | adszorpció          | angol           |               |                             |
| vokal *     | ünlü              | magánhangzó         | német           | Vokal         |                             |

* Az új és a régi szó együtt van használatban.